# Pipă

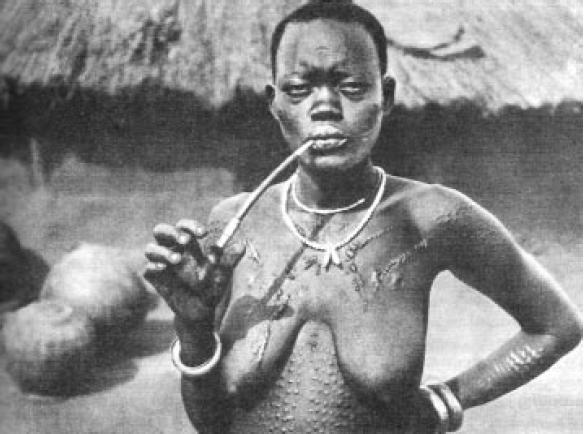
Femeie din tribul Shilluk, din Sudanul de Sud, fumând pipă. Fotografia datează din perioada 1931-36

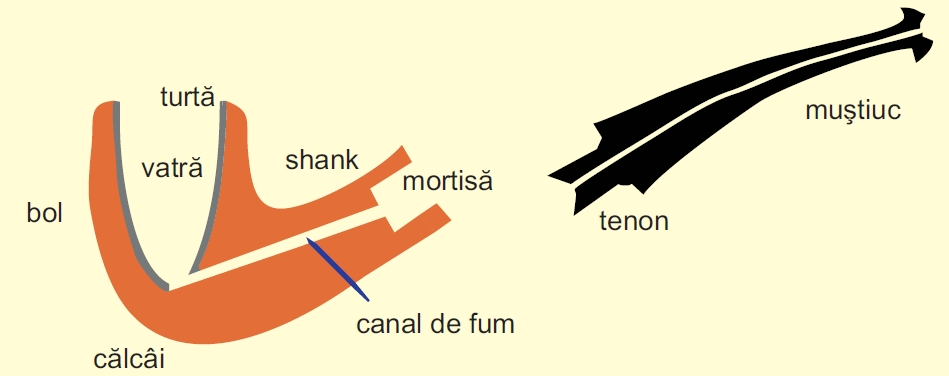
Parți componente ale pipei

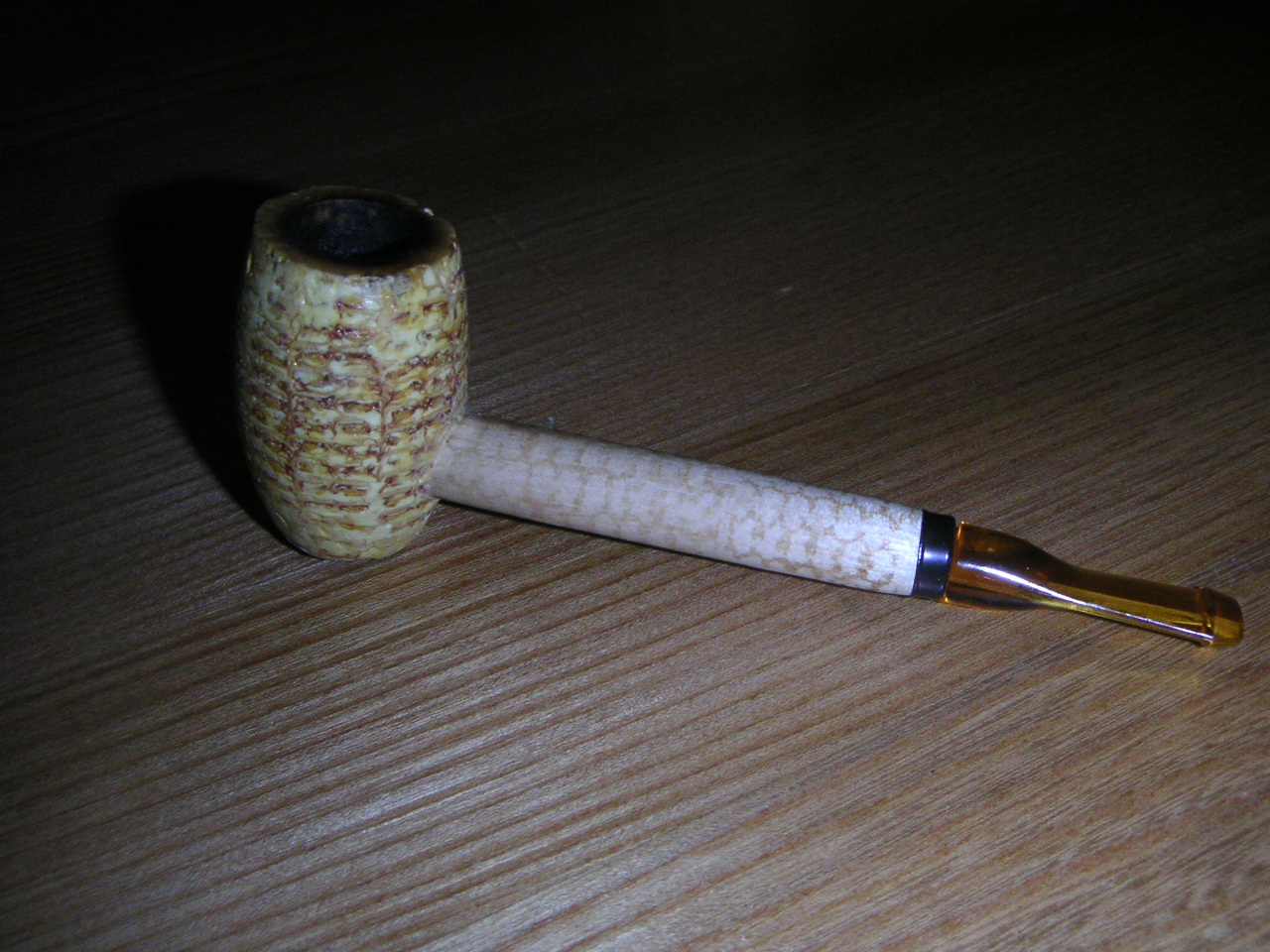
Pipă confecționată din cocean de porumb

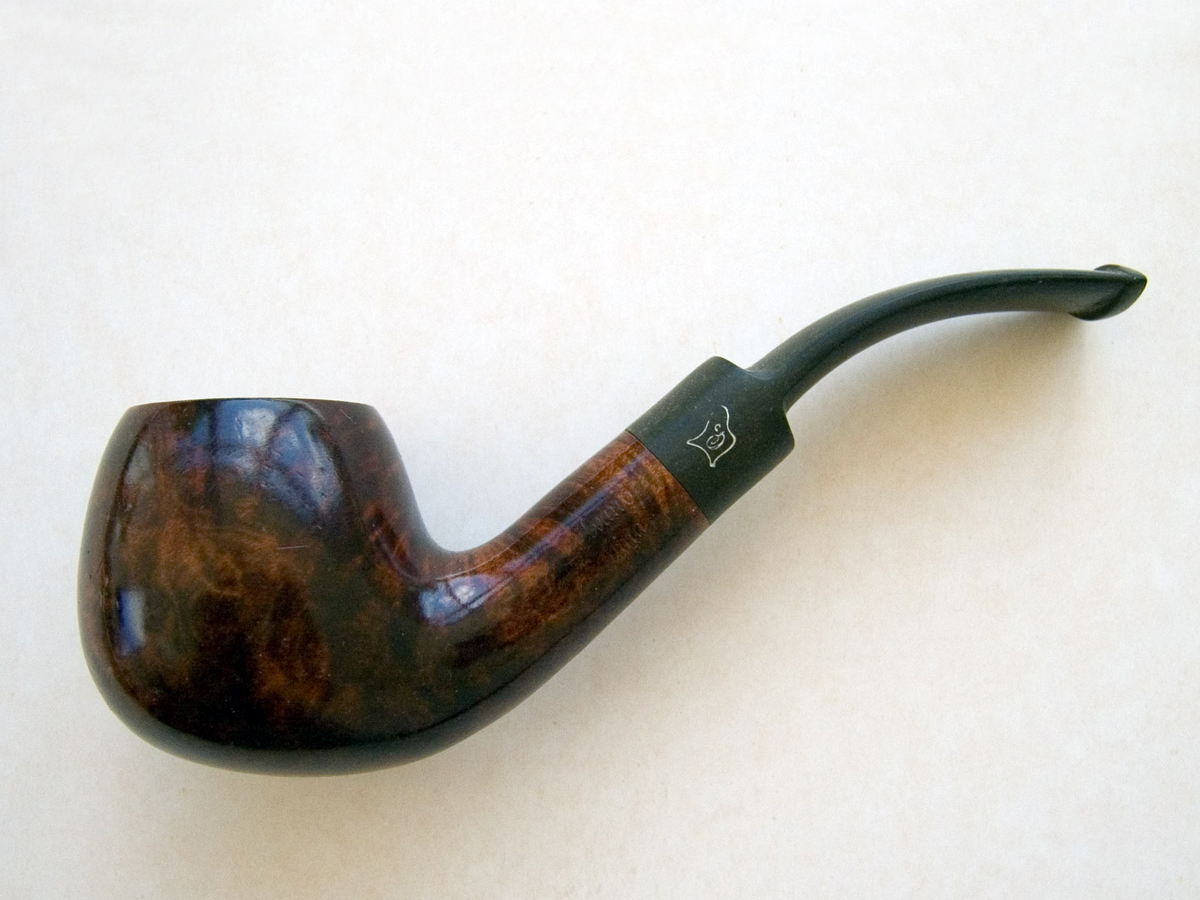
Pipă în formă clasică

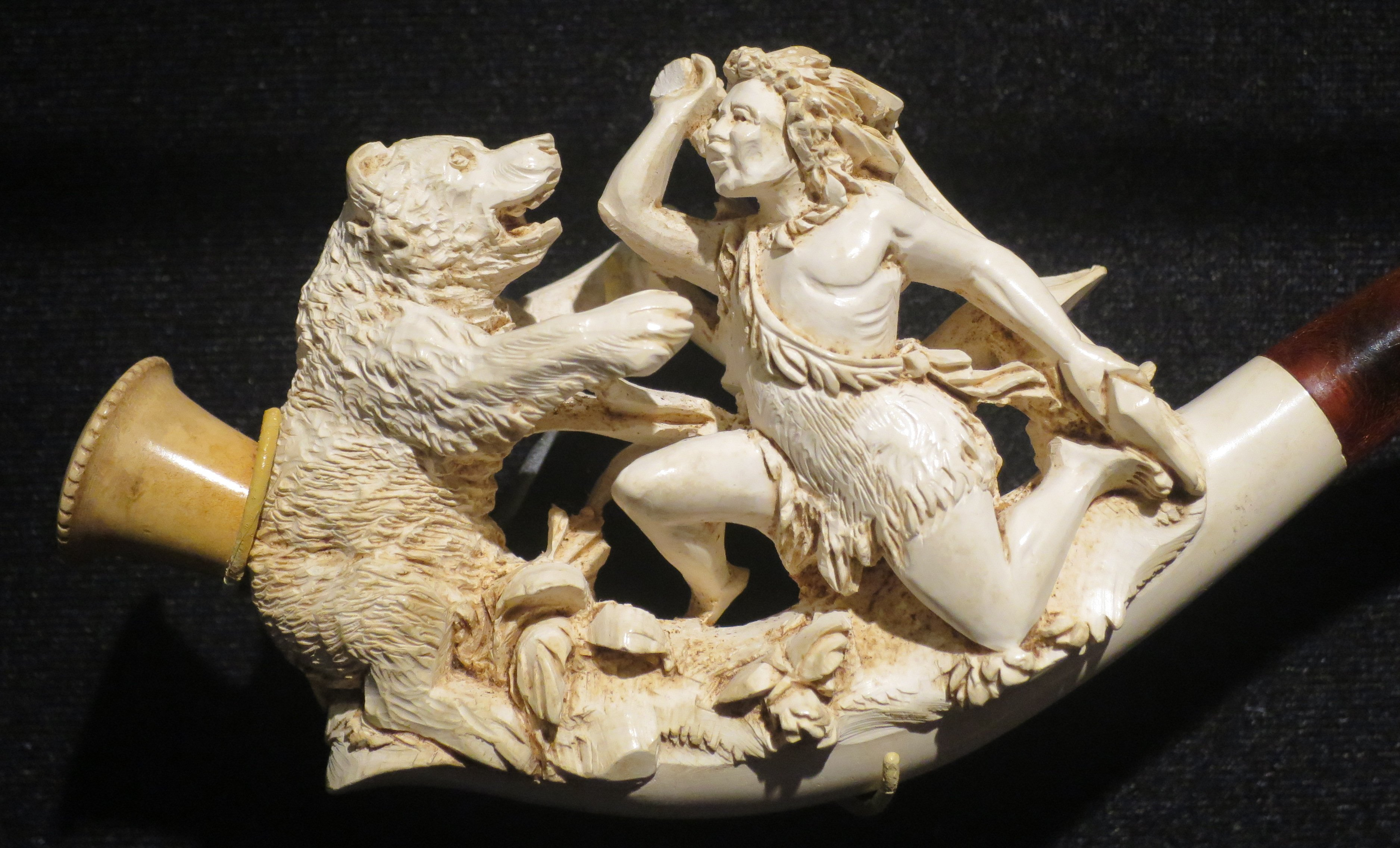
Pipă confecționată din meerschaum

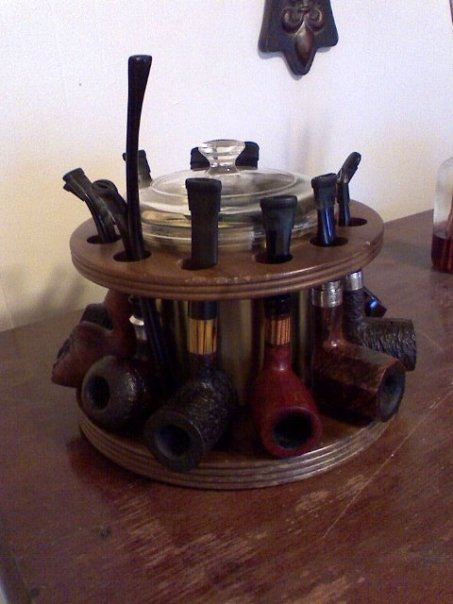
Pipe așezate în suport

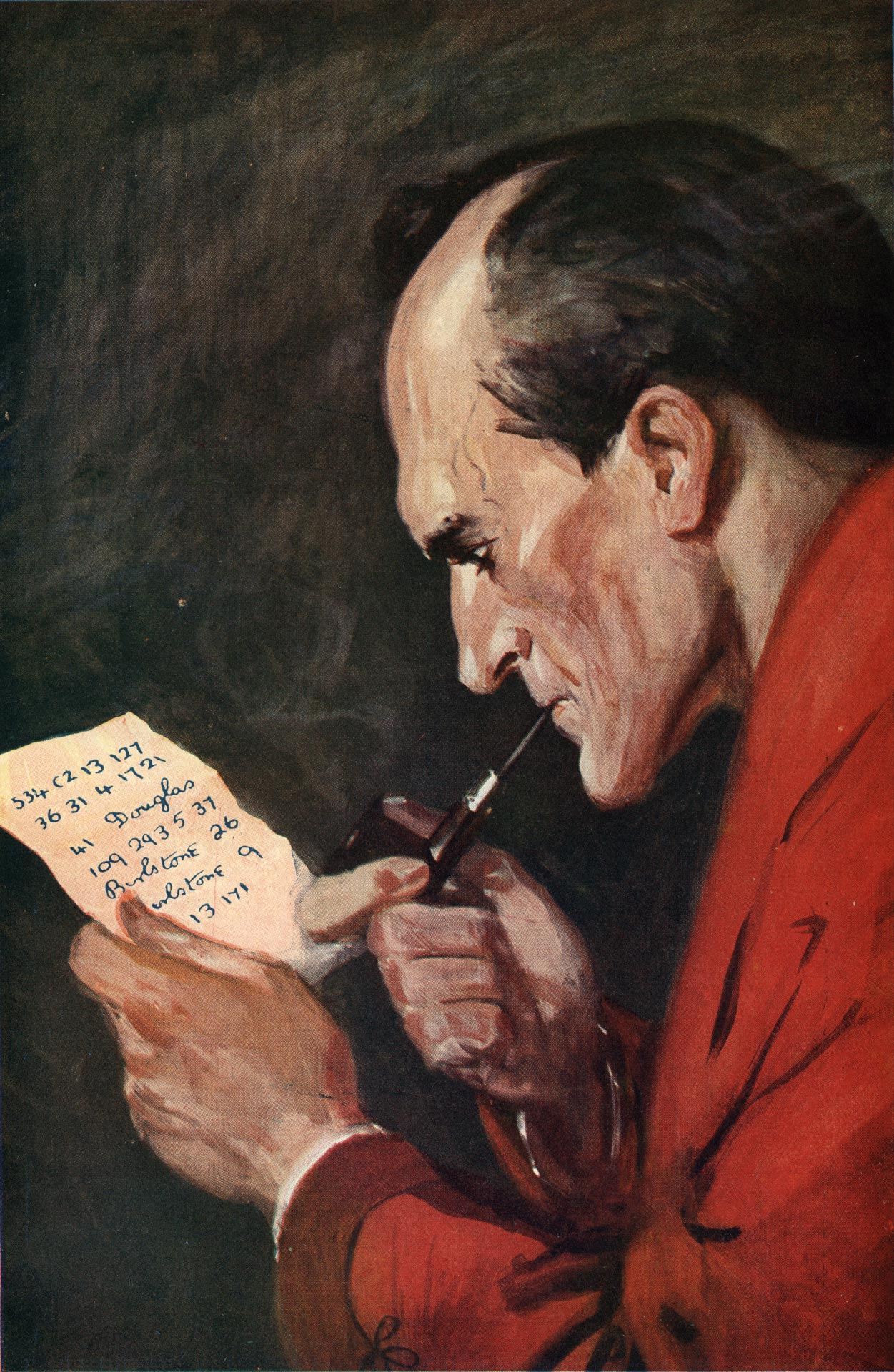
Sherlock Holmes fumând pipă

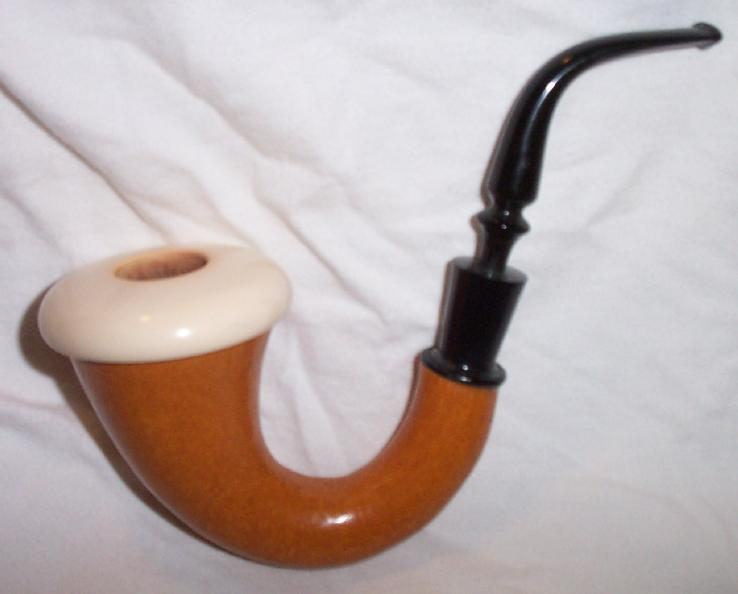
Pipă din calabash cu bol din meerschaum

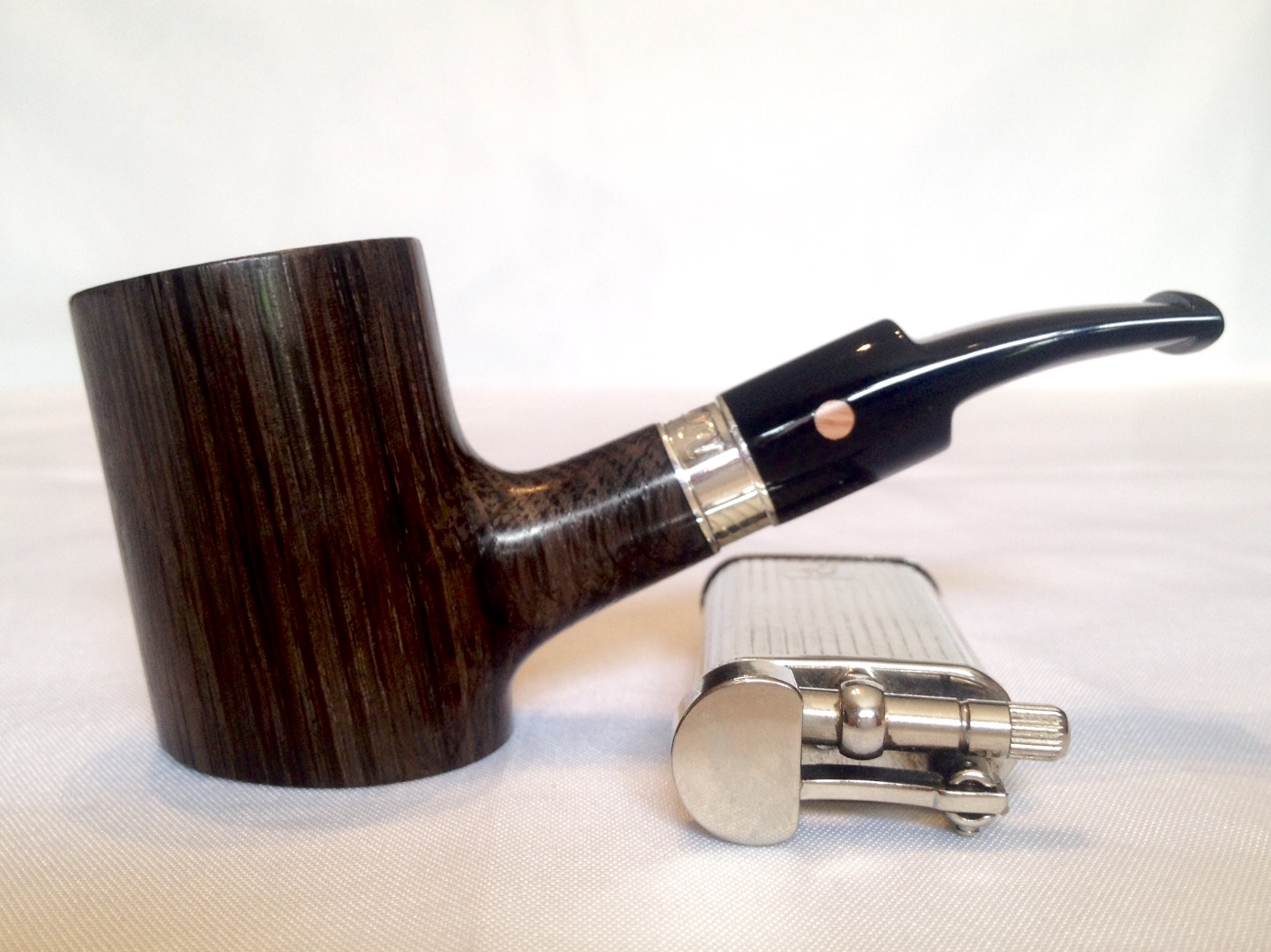
Pipă din Morta

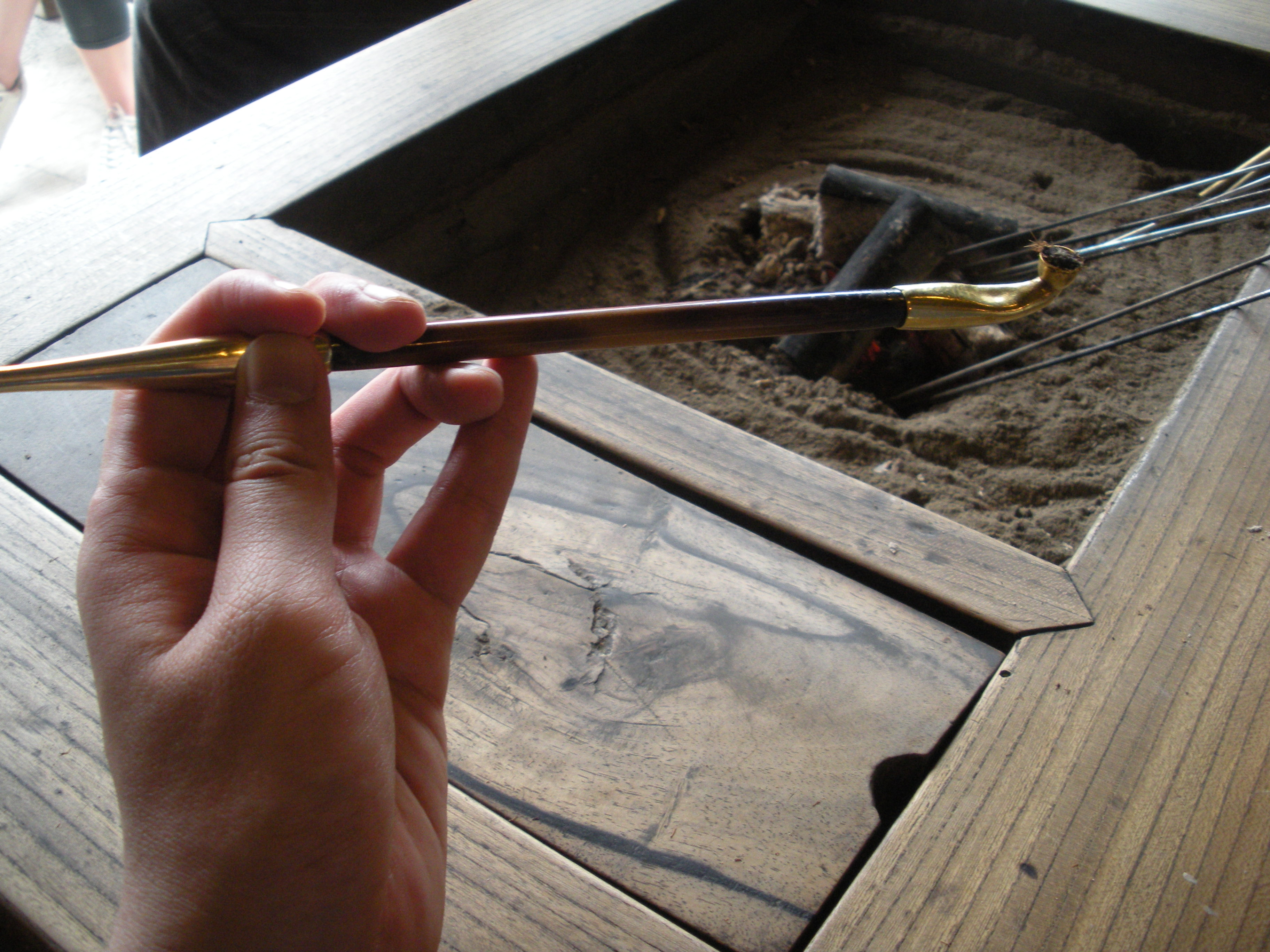
Kiseru (Pipa tradițională japoneză)

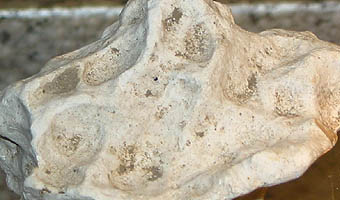
Meerschaum/sepiolita

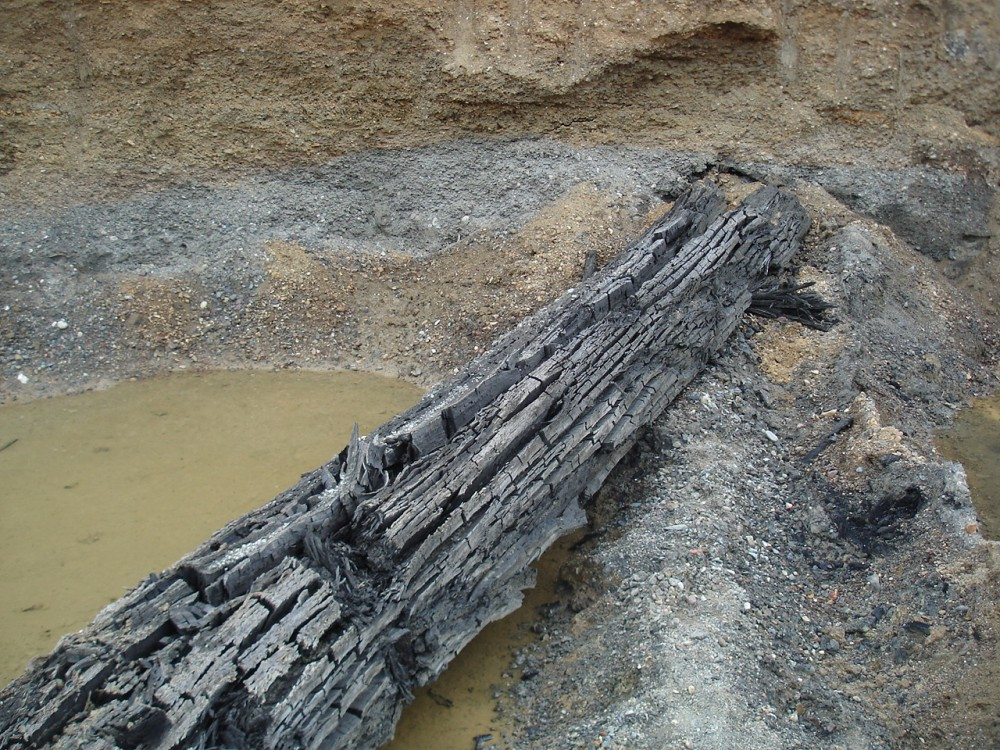
Stejar pietrificat (morta)

## Descriere
Pipa (denumită și lulea) este un obiect folosit la fumat având o parte îngroșată cu o cavitate înăuntru, denumită găvan sau vatră, în care se pune tutunul, și alta în formă de tub, uneori curbat, prin care se trage fumul.

## Parți componente ale pipei
Pipa are următoarele părți:
- Vatră - camera de combustie a unei pipe;
- Bol - materialul care înconjoară vatra unei pipe (frecvent folosit cu sensul de vatră);
- Shank - prelungire din același material ca și al bolului care se îmbină cu muștiucul;
- Muștiuc - partea pipei care se ține în gură, de obicei confecționată din material sintetic;
- Tenon - prelungire a muștiucului care intră în shank;
- Mortisă - orificiul din shank care primește muștiucul;

## Materiale folosite in fabricarea pipelor
Principala caracteristică a pipelor pentru tutun este folosirea unui material absorbant, pentru a reține apa, produs al reacțiilor chimice desfășurate în timpul arderii. De-a lungul istoriei, pipele de tutun au fost confecționate din felurite materiale, de la piatra roșie folosită la calumetul amerindian la fructele de calabash africane, însă cele mai populare materiale pentru cunoscătorii zilelor noastre sunt briarul și meerschaumul.
Cele mai populare materiale folosite la fabricarea pipelor pentru fumat tutun sunt:
- Briarul - bulbii arbuștilor mediteraneeni de Erica Arboreea sunt, la nivel mondial, prima alegere a colecționarilor de pipe de tutun. Aceste tumori crescute la rădăcină au un lemn poros, rezistent la temperaturi înalte, neuniform, foarte apreciat pentru textura inedită. Interiorul acestor bulbi are culoare galben-roșiatică, cu relativ multe imperfecțiuni. În breaslă este cunoscut ca Ebauchon și este folosit pentru producția de pipe de slabă calitate. Exteriorul, cunoscut ca Plateau, are o culoare gălbuie, inele relativ compacte, rezistență mai mare și mai puține imperfecțiuni, dar este mai greu de găsit în blocuri de dimensiuni adecvate, mai greu de prelucrat și mai rezistent, prin urmare fiind folosit pentru producția de pipe de înaltă calitate și estetică fină. Din cauza numărului mare de imperfecțiuni ale lemnului și a procesului îndelung de uscare, factori ce rezultă într-o producție destul de limitată de pipe, prețurile pentru o pipă fabricată dintr-un plateau sunt foarte ridicate. Pipe din acest lemn se găsesc în aproape toate formele și dimensiunile, de menționat fiind faptul că din considerente financiare multe din ele implică finisaj prin sablare (jet de nisip), având o suprafață aspră, mai confortabilă, fără imperfecțiuni datorate punctelor de nisip frecvent întâlnite la briar. Structura neuniformã a lemnului îl face foarte absorbant, fumul rezultat fiind uscat.
- Meerschaumul - silicatul de magneziu hidratat (H4Mg2Si3O10  - sepiolita), cunoscut popular ca spumă de mare (germană Meerschaum) pentru culoarea albă sau alb-gălbuie și faptul că se găsește de multe ori în bulgări de dimensiuni mici, care pot pluti pe apă, e o rocă moale, permițând sculptarea de către pipieri a unor modele fanteziste pe suprafața bolului. Densitatea este apropiată de cea a apei, crescând odată cu conținutul de apă și impurități și scăzând la uscarea materialului. Aproape întreaga producție de Meerschaum de calitate, la nivel mondial, e asigurată de minerit manual în puțuri verticale în provincia Eskişehir a Turciei. Nu se cunosc date despre cantitatea rămasă din această rocă. Datorită faptului că bulgării se găsesc de obicei în dimensiuni foarte variate, se bucură de popularitate pipele de dimensiuni mici și cele foarte mari, de tip saxofon. Porozitatea acestui material contribuie la un fum uscat și pipe care se colorează spre roz, oranj, apoi brun-roocat, fiind foarte căutate de mulți dintre colecționari.
- Lutul - folosit încă din vremurile antice pentru fumat, lutul, în funcție de puritatea argilei și de procesul de fabricație poate fi folosit pentru a fuma tabac. Pipele de tutun din zilele noastre sunt de obicei de tip cutty, cu muștiucul acoperit uneori cu ceară pentru confort și sunt produse în masă, la prețuri modeste. Ele tind să se încălzească și sunt fragile, însă pot fi elegante prin simplismul lor.
- Corncob-ul - coceanul de porumb, favoritul lui Mark Twain în materie de pipe, este un material abundent, ieftin, foarte ușor, o excelentă inovație americană în domeniu. Bolul și shankul sunt fabricate dintr-un cocean gros, lemnos, special cultivat pentru această întrebuințare, fumul are inițial o aromă puternică de cocean și tinde să irite țesuturile cavității bucale. Odată cu formarea unui strat subțire de turtă fumul rămâne uscat, dar pierde aroma neplăcută. Din păcate aceste pipe au o durată de viață destul de scurtă. De obicei pipele sunt de dimensiuni mici.
- Calabash-ul - un fruct african asemănător tărtăcuței este poziționat pentru a crește curbat, apoi tăiat, scobit și transformat într-o cameră de condens pentru fum. Bolul pipei este de obicei confecționat din Meerschaum, forma este curbată iar fumul are timp să se răcească și să se usuce în camera de condens formată de fruct între bol și muștiuc. Aceste pipe pot să pară inestetice, dar foarte comode. Un fumător neexperimentat va consuma tutunul destul de repede, însă fumul va fi întotdeauna printre cele mai plăcute care se pot obține dintr-o pipă.
- Morta - stejarul care a început de aproximativ 10 milenii procesul de pietrificare, un material cenușiu-verzui sau negru, destul de casabil, este foarte rezistent la temperaturi înalte și destul de interesant ca aspect. Rezistența scăzută la vibrații duce la o preferință a pipierilor pentru pipe de dimensiuni medii, pipele mari cerând material mult, muncă multă și un preț mare. Caracteristicile fumului sunt îndelung dezbătute, majoritatea entuziaștilor preferând calitățile fumului produs într-o pipă de briar.
- Măslinul - lemnul de măslin este ușor, uleios, cu o textură destul de inedită, de culoare alb cu galben. Fumul acestor pipe are la început o aromă aparte, dată de uleiurile existente în lemn. După câteva zeci de utilizări, odată cu evaporarea uleiului și formarea turtei, această aromă dispare, fumul fiind comparabil cu cel al unei pipe din briar. Durata de viață a pipelor este mai mică, însă forma lor este de multe ori una inedită.
- Cireșul - lemnul de cireș sălbatic este ușor rooiatic, estetic, valoros, de calitate bună, însă de cele mai multe nu cea mai potrivită alegere pentru pipe. În general există tranziții bruște între pete de nuanțe diferite. Formele acestor pipe sunt de obicei sofisticate, însă calitățile lor sunt îndoielnice. Aspectul este principalul lor punct forte. Sunt prezente pe piață multe pipe construite integral din acest lemn, multe de formă churchwarden, cavalier sau saxofon.
- Părul - lemnul de păr e abundent, făcând pipele de acest tip ieftine și foarte populare în estul Europei. Textura este uniformă, pipele sunt ușoare, în general mici, prețurile sunt accesibile, calitatea fumului și durata de viață nefiind însă puncte forte.
- Abanosul - împreună cu alte lemne dense, de culoare închisă, abanosul este recomandat pentru pipe în principal datorită rezistenței la temperatură și șocuri, nu datorită porozității. De obicei aceste pipe au forme exotice și sunt mai durabile, însă greu de sculptat și pretențioase din punct de vedere al aerodinamicii fumului.
- Căpșunul - (strawberry tree) un lemn alb cu ușoare nuanțe de galben sau roz. De obicei, pipe de formă freehand, sablate, extravagante.
- Catlinitul - argilă întărită sub presiune, găsită în diferite nuanțe de oranj, folosită de amerindieni pentru calumet (popular denumită pipa păcii, deși implicațiile ei tradiționale se extind la multe alte evenimente sociale). Minarea industrială a acestei roci e interzisă, motiv pentru care puțini colecționari se pot lăuda că le-au folosit. Pipe din acest material nu sunt produse pentru vânzare, motiv pentru care datele despre ele nu ne sunt la îndemână.
- Bambusul - mai exact rizomul de bambus, folosit pentru prelungiri ale muștiucurilor, gălbui, cu noduri la intervale de 3-6cm, este poros și absoarbe eficient condensul, iar, în cazul lungimilor mai mari ajută și la răcirea fumului. Ca dezavantaj, păstrează aroma ultimului tutun fumat în pipă motiv pentru care canalul de fum este căptușit cu o tija din aluminiu, titan sau inox.
- Mahonul - partea dinspre exterior este de culoare cafeniu deschis, ușoară, poroasă și se folosește frecvent în fabricarea calabashurilor în locul fructelor africane. Are avantajul de a se putea sculpta mai ușor, prin urmare i se poate da o formă mai eficientă din punct de vedere al curățării. Este mai fragil și reține aroma ultimului tutun fumat.
- Cornul - diverse erbivore cornute contribuie la împodobirea pipelor. Din coarne se confecționează inele, prelungiri sau chiar pipe întregi, cu condiția folosirii unui material mai rezistent la foc pentru bol.
- Ebonita / Vulcanita - aceste materiale de culoare închisă se obțin printr-un proces de vulcanizare a cauciucului. Sunt folosite în fabricarea muștiucurilor. De obicei, pentru muștiucuri din aceste materiale se alege culoarea neagră. Muștiucurile nu sunt foarte rigide, fiind preferate datorită stresului redus asupra dinților. Marele lor dezavantaj este schimbarea culorii înspre verde sau brun odată cu expunerea îndelungată la soare, umiditate sau la temperaturi înalte, cerând întreținere frecventă pentru păstrarea aspectului inițial. Atunci când se combina doua culori, de obicei roșu și negru, ebonita va avea denumirea "cumberland".
- Acrilicul / Lucitul - material plastic, folosit pentru muștiucurile pipelor, acrilicul este mult mai rezistent decât ebonita. Muștiucurile păstrează în timp culoarea și forma inițială, sunt fabricate în toate culorile, însă nu cedează în fața dinților, fiind din acest motiv mai incomode pentru cei care preferă să fumeze fără a sprijini pipa în mână.

Pipele confecționate din materiale non-absorbante (de obicei sticlă sau metal) sunt destinate de obicei consumului diverselor droguri, substanța activă fiind de dorit să ajungă în plămâni, în nici un caz în pereții pipei. De obicei aceste ustensile conțin și o sită pe fundul bolului, care nu se regăsește la pipele concepute pentru tutun.

## Forme de pipe
O lulea lungă, folosită de indienii din America de Nord se numește calumet, chanupa dar și Pipa Păcii, deoarece era utilizată și la ritualul pecetluirii unei înțelegeri.
O variantă mai complexă de pipă este narghileaua.

## Accesorii pipă[1]
- Filtru - accesoriu opțional cu rolul principal de a înlătura excesul de umiditate  și ocazionalele fire de cenușă care ar putea ajunge în gura fumătorului;
- Futac⁠(en)[traduceți] (companion de pipă, butăcel) - unealtă folosită pentru tasarea tutunului în vatră în timpul fumatului, respectiv curățarea pipei;
- Reamer - unealtă, de obicei ascuțită lateral, pentru periodică a turtei, frecvent prezentă ca element al unui futac;
- Perie (pipă)⁠(en)[traduceți] - unealtă pentru curățarea pipei, de unică folosință, confecționată din doua sau mai multe bucăți de sârmă împletite, între care se află fire sintetice sau din bumbac având rolul de a absorbi umiditatea  și resturile de gudron, cenușă sau tutun;
- Brichetă sau chibrit - Pentru aprinderea pipei se folosesc chibrituri sau brichete . Brichetele cu benzina nu sunt recomandate deoarece schimbă gustul tutunului. Brichetele pentru pipa au o construcție specială cu flacăra orientată lateral.

## Colecții în muzee
Muzeul de etnografie universală "Franz Binder" din Sibiu găzduiește o colecție deosebit de valoroasă de pipe din colecția Franz Binder, provenite dintr-o arie africană destul de largă. Aceste lulele, confecționate din lut sau din alte materiale, sunt apreciate și utilizate în toată Africa Centrală. Fumul produs de acestea are și rolul de alungare a roiurilor de insecte.
Muzeul de Etnografie și Artă Populară Baia Mare deține o colecție compusă din 260 de pipe de artă, realizate din spumă de mare, scoici sau chiar dintr-un craniu de pisică, aduse din mai toate colțurile lumii: Japonia, Asia, America de Nord, Franța, Anglia, Germania, Cehia, Italia și Ungaria. Cea mai interesantă piesă a colecției este „Pipa păcii", din piatră roșie, pe care indienii din statul american Minnesota o foloseau în ritualurile lor.